# Catedral de Växjö

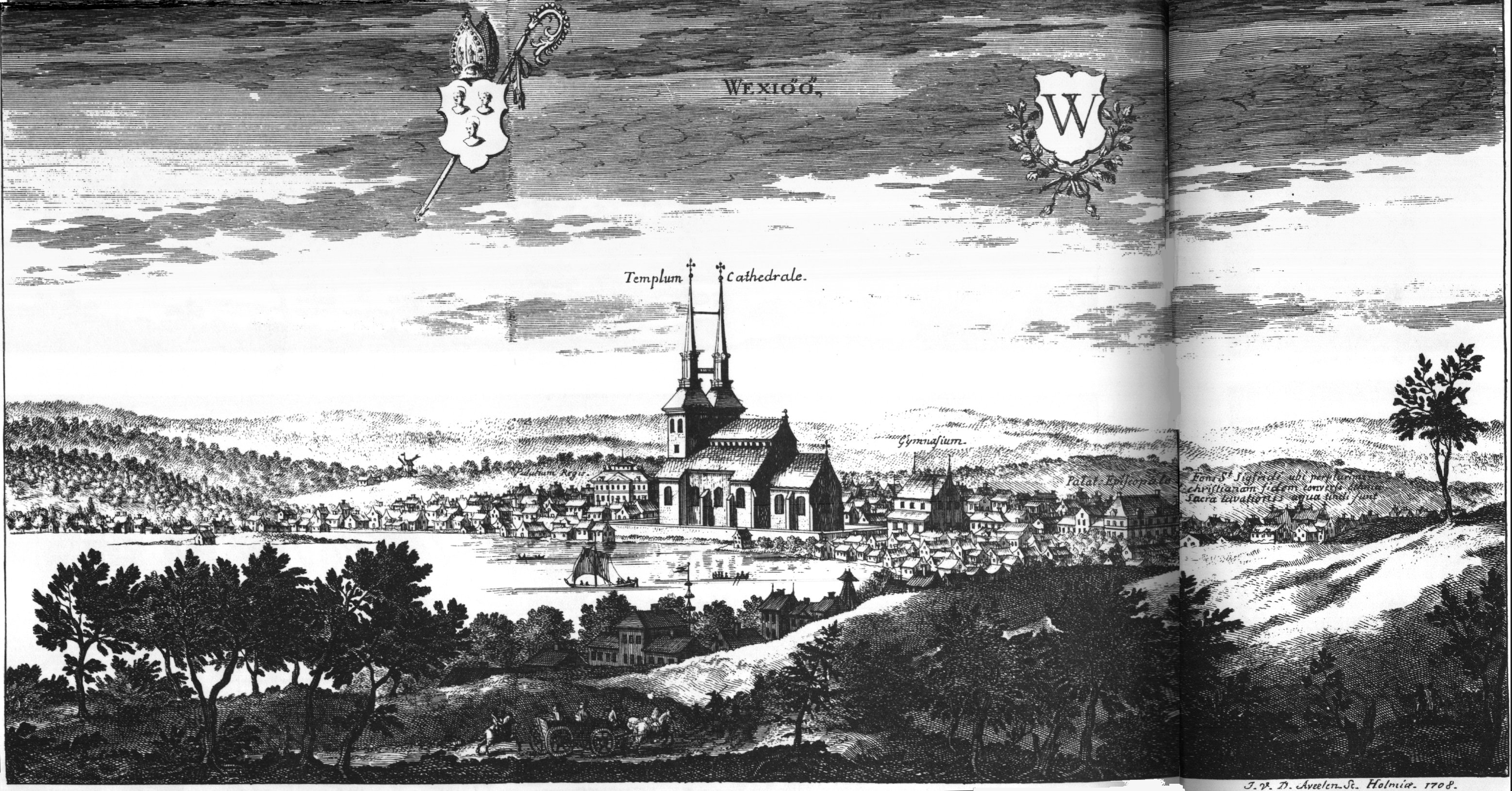
Växjö y la catedral a finales del, en Suecia antiqua et hodierna.

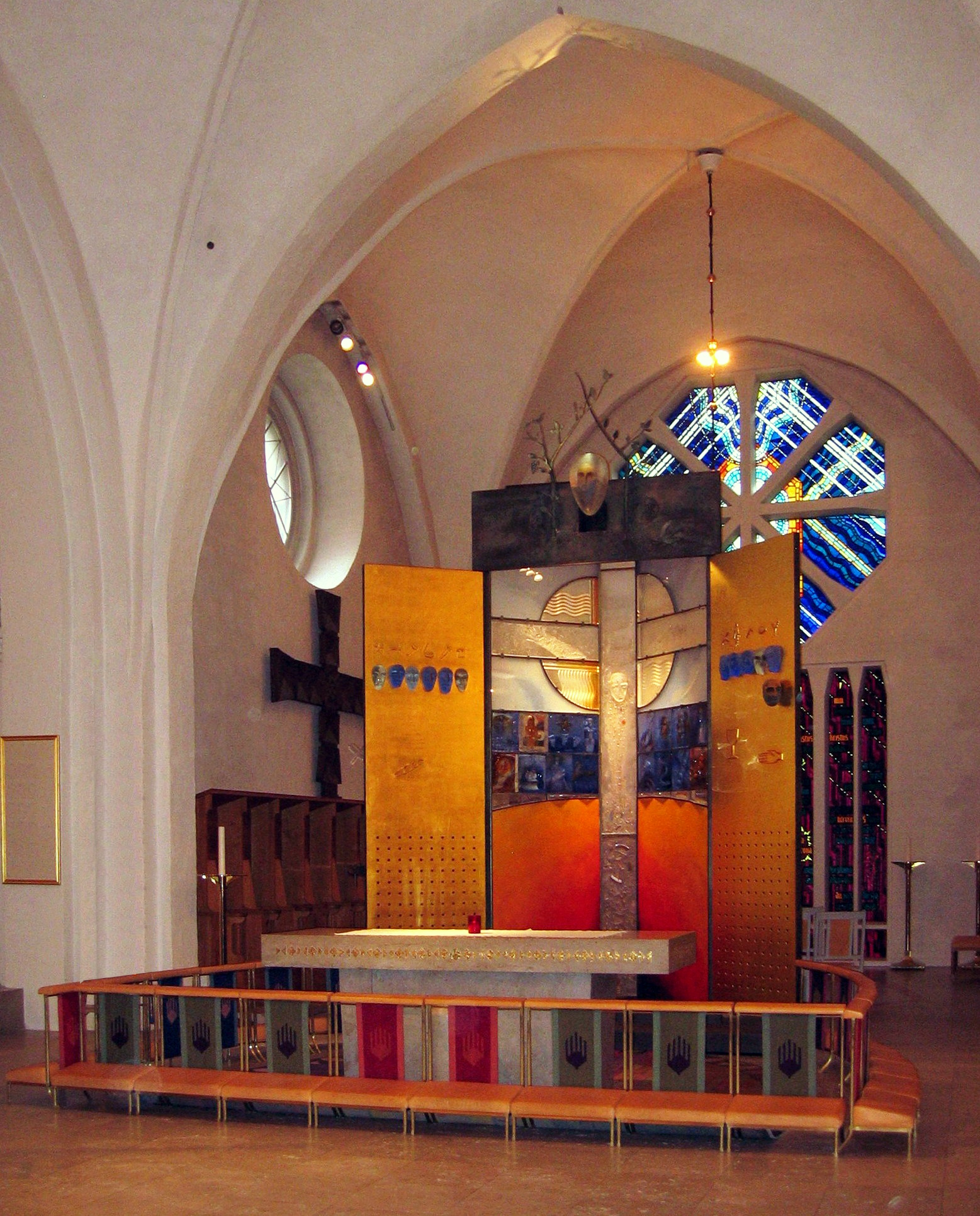
Interior del coro, con el retablo de 2002.

La catedral de Växjö (en sueco: Växjö domkyrka) es un templo de la Iglesia de Suecia y sede de la diócesis del mismo nombre. Durante la Edad Media fue el santuario de San Sigfrido.
Comparativamente a otras catedrales suecas, la de Växjö es bastante pequeña, quizás debido a que su diócesis, antes de ser expandida en el siglo XVI, era un área poco extensa, que incluía únicamente la región de Värend, en la provincia de Småland.
Es una basílica de tres naves construida con ladrillos, con una sola torre, en el occidente. Su construcción data de la Edad Media, aunque en la actualidad presenta importantes variaciones estéticas, que incluyen arquitectura románica, gótica, renacentista, así como importantes intervenciones de los siglos XIX y XX que introdujeron el arte neogótico y abstracto.

## Historia
La construcción de la catedral comenzó en los inicios de la Edad Media en Suecia. La leyenda de San Sigfrido está ligada a esa primera catedral, que obtuvo rango de sede episcopal desde el siglo XII. El relicario de San Sigfrido se conservó en el interior de la catedral hasta el siglo XVII, cuando fue destruido por orden del obispo luterano en turno.
La masiva torre occidental procede de esa primera catedral, que fue construida en estilo románico. Esta torre está coronada con dos chapiteles.

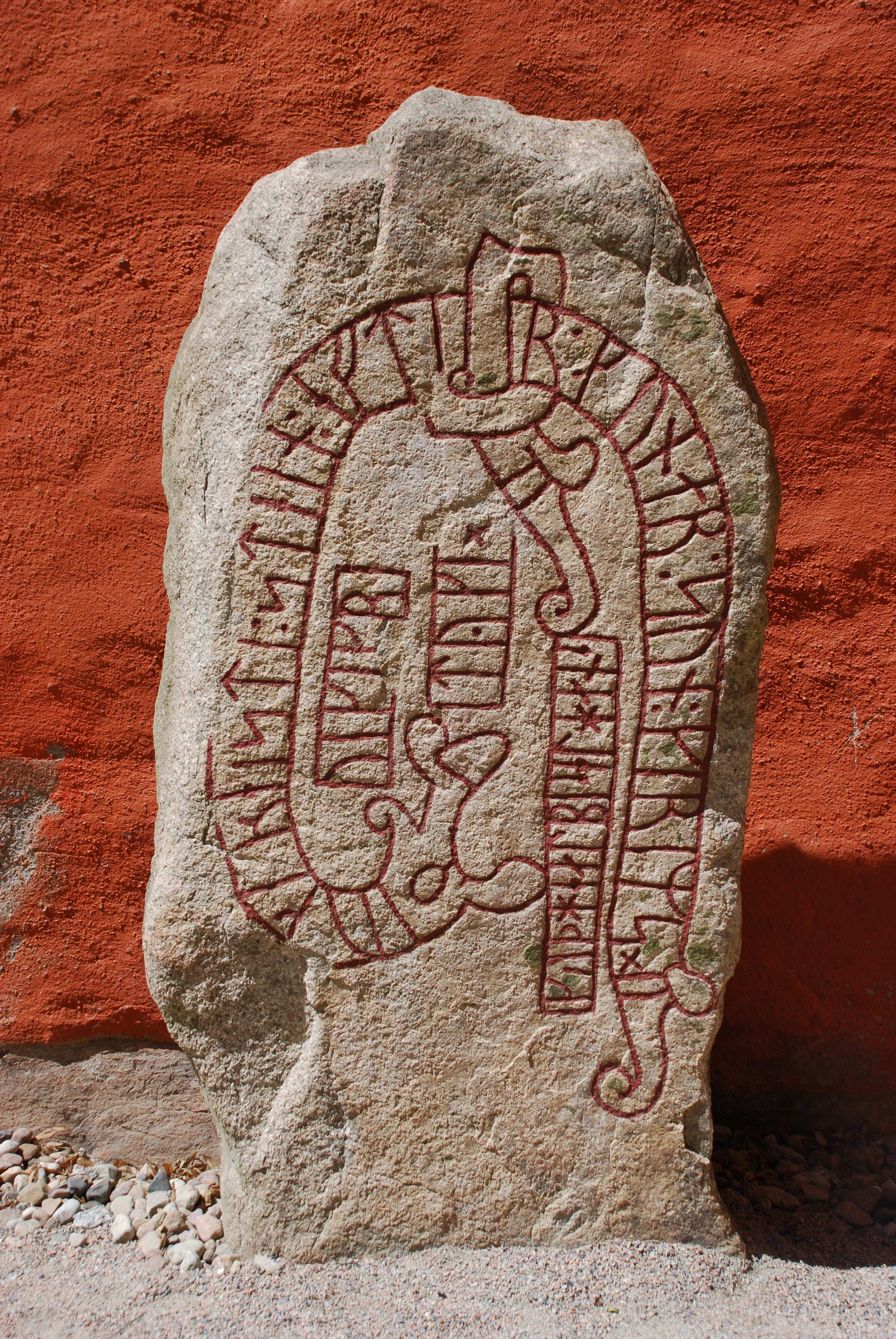
La piedra del vikingo Tyke (Sm10), hoy en el exterior de la catedral.

En el exterior de un muro del coro se encontró en el siglo XIX una piedra rúnica emparedada, conocida actualmente como la piedra del vikingo Tyke.
La iglesia se incendió por primera vez en 1276, por lo que fue reconstruida en mayor tamaño y se introdujeron elementos góticos (aún se conserva la bóveda de crucería).
Entre 1585 y 1740, después de haber sido incendiada en 1570 por la invasión danesa durante la Guerra Nórdica de los Siete Años, se le realizaron algunas intervenciones estéticas del renacimiento, además de colocarle un techo de ángulo agudo sobre la bóveda. Tras esa remodelación, la catedral tenía el aspecto que se muestra en el grabado de la ciudad en Suecia antiqua et hodierna. En 1740 la iglesia, y en particular la torre resultaron bastante dañadas por causa de un incendio provocado por un rayo, y tuvo que ser reconstruida nuevamente.
Entre 1849 y 1852 se llevó a cabo una extensa restauración bajo la dirección del arquitecto Carl Georg Brunius. La torre perdió sus chapiteles característicos y como remate se le colocaron cuatro piñones escalonados, cada uno con un reloj. Las naves laterales fueron dotadas de varios gabletes sobre las ventanas, cada uno con relieves abstractos neogóticos. El techo de la catedral fue cambiado por uno de escasa inclinación.
Una nueva restauración, también de grandes proporciones, sucedió entre 1958 y 1960, coordinada por Kurt von Schmalensee. Esta restauración es la responsable de la imagen actual de la catedral. En ella se recuperaron los dos chapiteles de la torre, así como el techo inclinado del cuerpo de la iglesia, y se retiraron los gabletes neogóticos de las naves, aunque perduraron algunos elementos de la restauración anterior.

## Inventario
Buena parte de la decoración, como los vitrales, procede de la restauración del siglo XX. Los vitrales son obra de los artistas Bo Beskow, E. Höglund, E. Lundqvist y Jan Brazda.
El altar, el púlpito y la pila bautismal son creaciones de Jan Brazda de 1959. La alfombra alrededor del altar es de Ulla Gowenius, de 1995. El retablo, Fiat Lux, es de Bertil Vallien y fue creado en 2002.
En la nave lateral norte hay una pintura de la última cena, de Georg Engelhard Schröder. Es una obra posterior al incendio de 1740 y en un principio sirvió de retablo en el altar mayor.
La torre cuenta con cinco campanas.

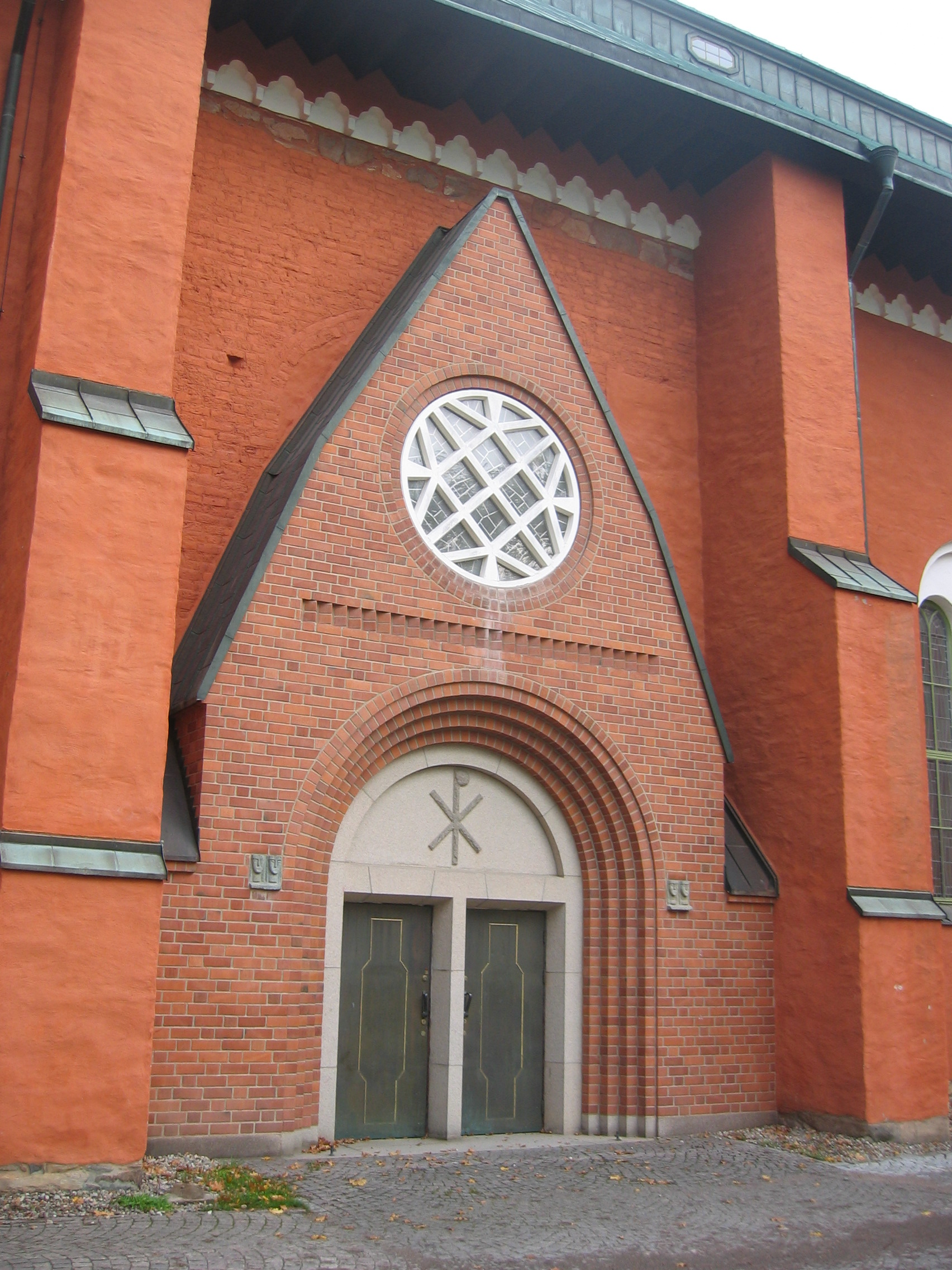
Portal del sur
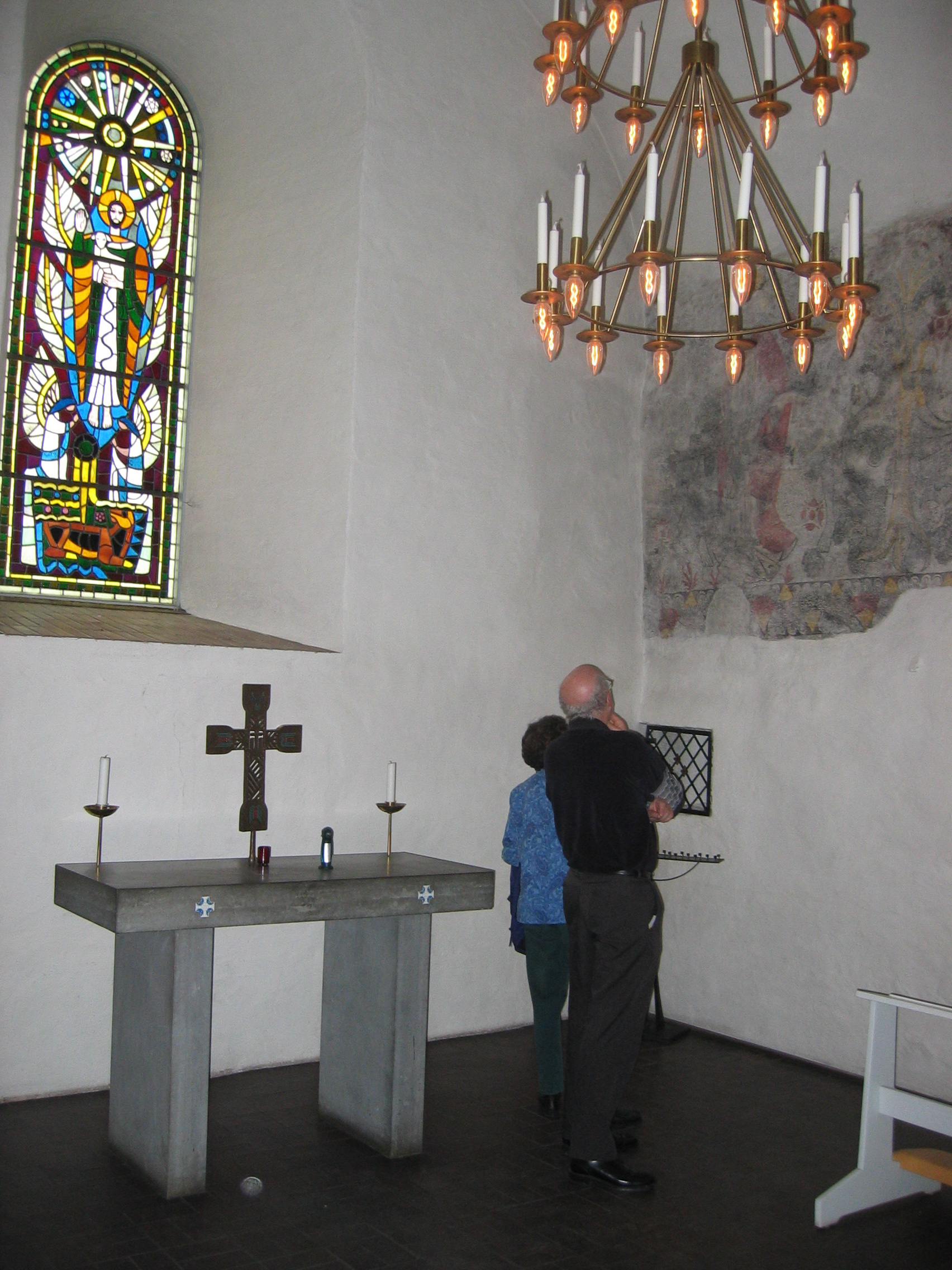
Antiguo mural medieval, en la nave sur
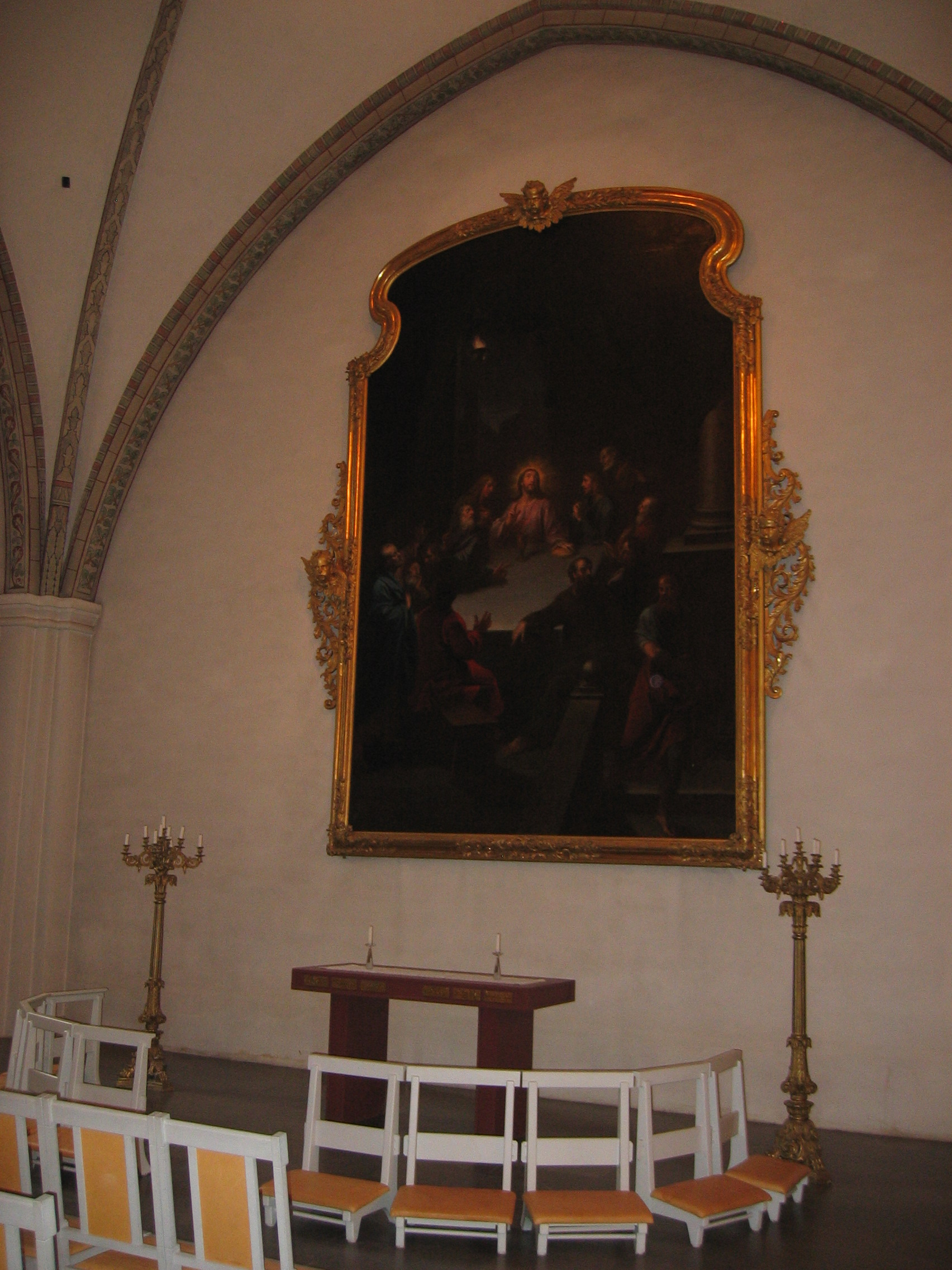
Antiguo retablo de Georg Engelhard Schröder, hoy en la capilla lateral norte
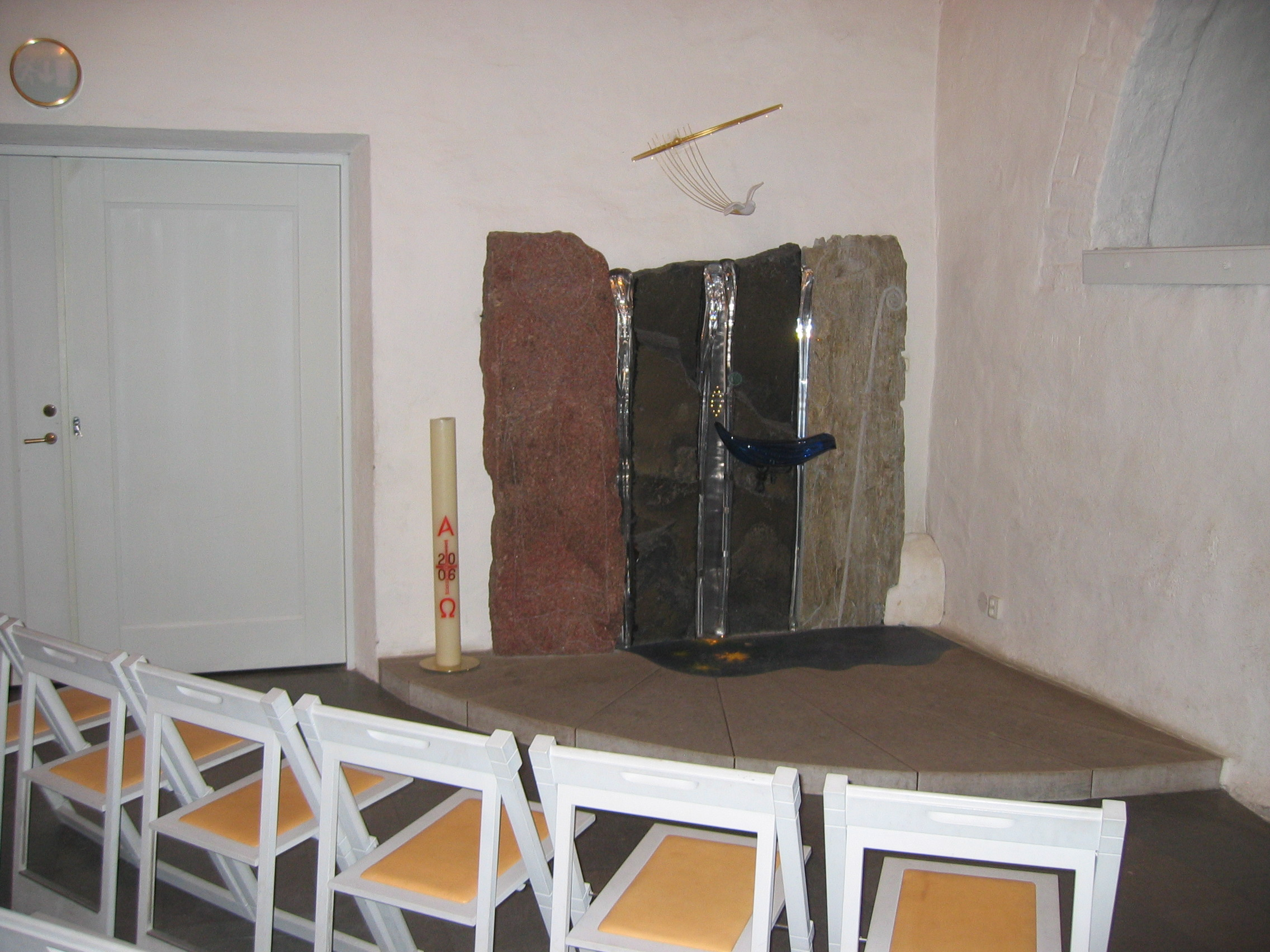
Altar moderno, en la capilla sur